# Saïd Ali Chaharane
Said Ali Chaharane (né le 1er janvier 1939 à Ongojou (Anjouan, Comores) - 6 mai 2008 à Ongojou) est un homme politique comorien.
Il a été plusieurs fois ministre de la justice ainsi qu'ambassadeur des Comores à Madagascar.
Il fut un grand défenseur des droits des opprimés, ce qui lui a valu de nombreux séjours en prison[réf. nécessaire].